# Xestia mandarina
Xestia mandarina là một loài bướm đêm trong họ Noctuidae.